# Джозеф, Патерсон
Па́терсон Джо́зеф (англ. Paterson Joseph, род. 22 июня 1964, Лондон) — английский актёр.

## Ранняя жизнь и образование
Джозеф родился в Лондоне в семье сент-люсийцев и ходил в среднюю школу Кардинала Хинсли в северо-западном Лондоне. С 1983 года по 1985 год он учился в Студии актёрского мастерства ’68, а затем в Лондонской академии музыкального и драматического искусства.

## Карьера

### Театр
В 1991 году Патерсон получил вторую премию Яна Чарльсона за такие роли: Освальд («Король Лир»), Дюмен («Бесплодные усилия любви»). Также играл главную роль в пьесе «Отелло» в Англии, роли в пьесах «Генрих IV, часть 1», «Гамлет», «Король Лир» (в Нью-Йорке). Играл в пьесе «Королевская охота за солнцем», Питера Шеффера, «Император Джонс», Юджина О’Нила, а в 2015 году написал и поставил пьесу, посвящённую жизни Игнатиуса Санчо, афробританца, композитора и актёра XVIII века. 

### Телевидение
- 2023 — «История с лодкой[англ.]» / «Boat Story» — Сэмюэл Уэллс (главная роль).

### Кино
В 2000 году Джозеф снялся в голливудском фильме «Пляж» с Леонардо Ди Каприо в главной роли. В 2005 году он появился в фильме с Шарлиз Терон «Эон Флакс».

## Личная жизнь
Джозеф живёт во Франции со своей женой и сыном. До того, как стать актёром, он работал шеф-поваром.